# 魏森 (奥地利)
魏森（德語：Wiesen）是奥地利布尔根兰州马特斯堡县的一个市镇。总面积18.91平方公里，总人口2779人，人口密度147.0人/平方公里（2001年）。